# Joan Vila i Pujol

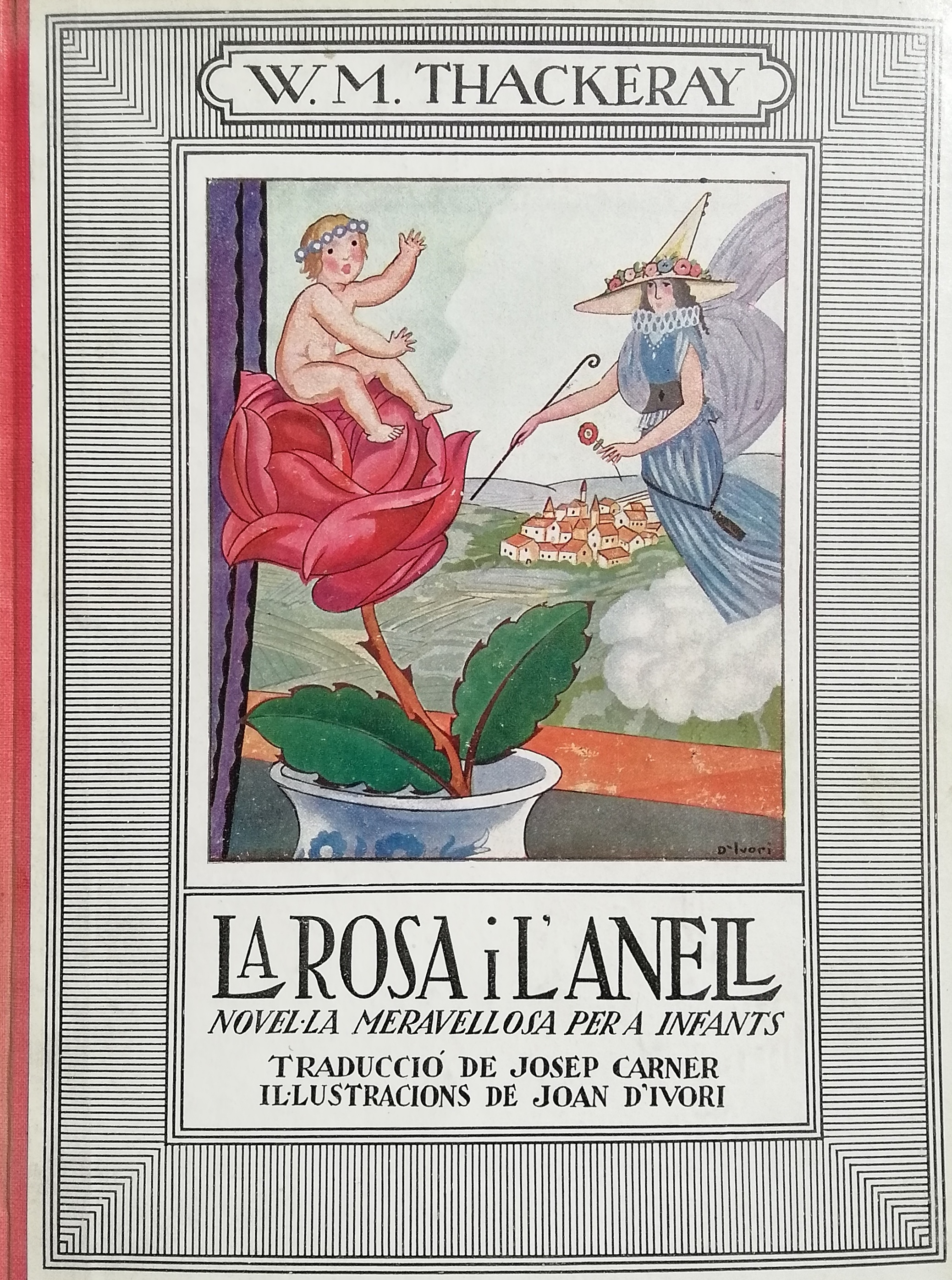
Coberta, de l'any 1926, d'un dels tant llibres, revistes i pàgines que Joan D'Ivori va il·lustrar

Joan Vila i Pujol (Barcelona, 17 d'abril de 1890 - 11 de març de 1947) va ésser un dibuixant il·lustrador conegut amb el pseudònim de Joan D'Ivori.

## Biografia
Va néixer al carrer Bruc de Barcelona, fill de Joan Vila i Valls i de Joana Pujol i Costa, ambdós naturals de Barcelona.
Es formà a l'Acadèmia Borrell, al Cercle Artístic de Sant Lluc i amb Josep Triadó. Als setze anys treballava al taller de vitralls del seu pare i el 1909 il·lustrà els dos volums de Rondalles Populars Catalanes.
El 1911 emigrà a l'Argentina, on dibuixà per a la revista Caras y Caretas.
Una altra volta a Barcelona, el 1914 col·laborà en diverses publicacions impulsades pel bibliòfil Ramon Miquel i Planas, com la revista Bibliofilia i el llibre La llegenda del llibreter assassí o en la traducció del Coriolà de Shakespeare de Magí Morera i Galícia cap al 1916, així com la Història Popular de Catalunya d'Alfons Roure. Col·laborà també amb les revistes D'Ací i d'Allà, La Rondalla del Dijous, La Mainada i Jordi, i molt esporàdicament a Papitu.
Realitzà l'arbre dels antics gremis barcelonins per al pavelló de Barcelona de l'Exposició Internacional de 1929 (actualment a l'Arxiu Històric de la Ciutat), algunes escenografies i diverses col·laboracions amb projectes arquitectònics.
Els seus fills heretaren la vena artística del seu pare: el gran, Jordi, fou pintor de retaules, mentre que el petit, Francesc, és el conegut dibuixant 'Cesc'.
Part del seu fons documental es conserva al Museu del Disseny de Barcelona.